# Aimone Alletti
Aimone Alletti (Codogno, 28 giugno 1988) è un pallavolista italiano, centrale nella Prisma Taranto.

## Carriera
La carriera di Aimone Alletti inizia nella Pallavolo Piacenza, con la quale esordisce in Serie A1 nella stagione 2005-06. Dalla stagione successiva viene ceduto al Piemonte Volley di Cuneo, che lo impiega nel proprio settore giovanile, aggregandolo saltuariamente alla prima squadra.
Nella stagione 2008-09 viene ceduto alla Pallavolo Reima Crema, dove rimane per due anni, per poi trasferirsi al Volley Segrate 1978, che lo impiega per la prima volta come titolare. Nel 2012 viene convocato dal selezionatore della nazionale italiana Mauro Berruto per un collegiale in vista delle Olimpiadi del 2016.
Nella stagione 2012-13 il centrale lodigiano è in forza alla Sir Safety Perugia, mentre nella stagione 2013-14 fa ritorno nella società cuneese. A seguito della mancata iscrizione del Piemonte Volley al campionato 2014-15 torna alla Pallavolo Piacenza.
Nell'annata 2015-16 è ancora in Superlega questa volta vestendo la maglia del Powervolley Milano, mentre in quella 2016-17 è nuovamente alla Pallavolo Piacenza, dove gioca per due campionati. Nella stagione 2018-19 si accasa al BluVolley Verona e in quella 2019-20 alla Powervolley Milano, sempre in Superlega.
Nella stagione 2020-21 difende i colori della Prisma Taranto, in Serie A2.

## Palmarès

### Premi individuali
- 2015 - Superlega: Miglior servizio[2]